# 습곡

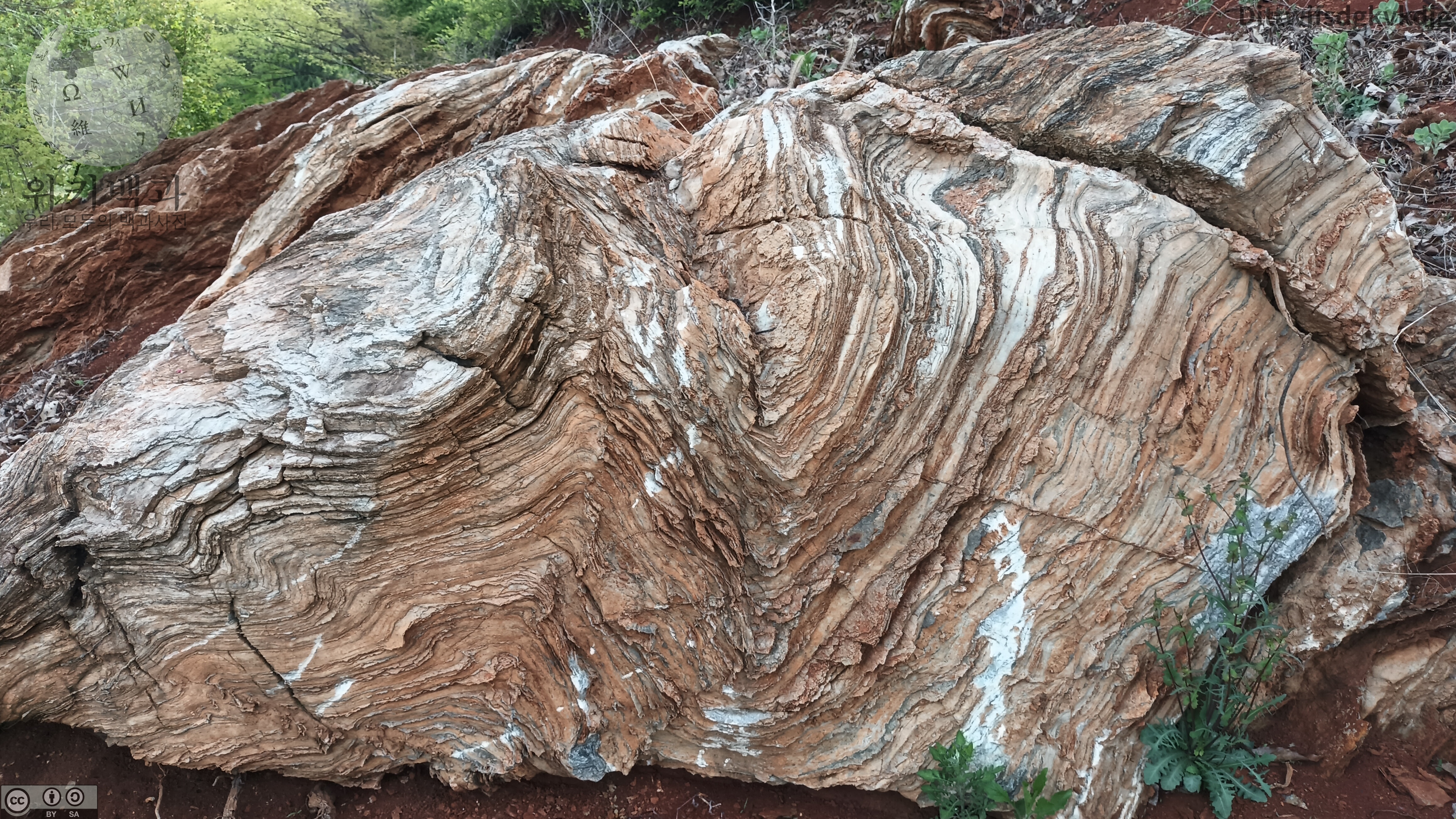
문경 굴봉산 돌리네습지의 조선 누층군에 드러난 습곡

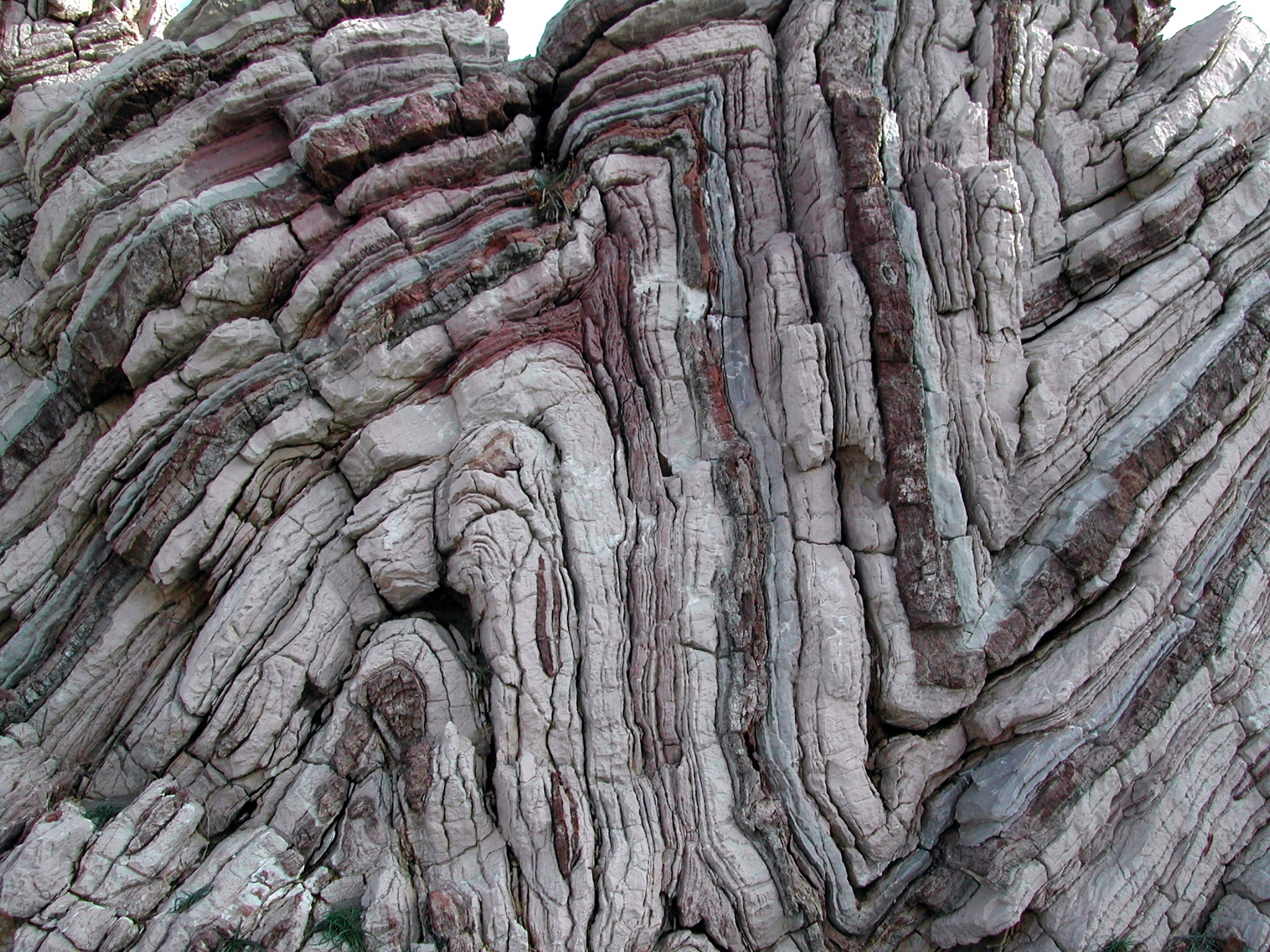
습곡측면

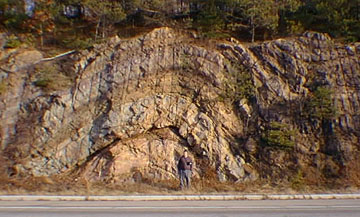
습곡 지형 (USGS 자료)

습곡(褶曲; 문화어: 땅주름)은 지층이 수평으로 퇴적된 후 횡압력을 받아 휜 상태이다. 습곡에서 지층이 위를 향해 휜 부분을 배사 구조, 아래를 향해 휜 부분을 향사라 한다. 그리고 배사와 향사 사이의 옆면을 날개라 한다. 습곡의 종류는 정습곡, 경사습곡, 등사습곡 그리고 횡와 습곡이 있다.

## 형성
전화번호부를 책상 위에 올려 놓고 양손으로 누르면 주름이 생기는데, 지층의 경우도 수평 방향으로 누르면 구부러져 주름이 생긴다. 습곡하고 있는 지층이 가장 심하게 굴곡하는 곳을 이은 선을 습곡의 축이라고 한다. 그리고 수평 방향에서 눌러서 생긴 습곡의 축은 누르는 힘 방향으로 직각으로 뻗는다는 사실이 밝혀지고 있다. 바꾸어 말하면 현재 지표에서 관찰되는 습곡의 축 방향을 살펴보면 습곡이 형성된 당시의 힘의 방향을 복원할 수 있다.
또한 이들과는 다른 메커니즘으로 형성되는 습곡도 알려져 있다. 지하에서 밀려올라오는 힘에 의해 지층이 구부러져 습곡을 일으키는 것이 그것이다. 지하에서 생기는 힘의 원인은 마그마이거나 블록 상태가 된 지각의 수직방향운동이다. 현재 관찰되고 있는 습곡이 수평 방향으로 밀려서 생긴 것인지 수직 방향의 힘에 의해 생긴 것인지는 습곡의 내부구조 등을 상세히 조사해 보지 않고는 판단할 수 없다.

## 종류
암석은 높은 온도와 압력 아래서 서서히 변형하면 점토처럼 변한다. 지층이 점토처럼 변형한 결과 생기는 것이 습곡이다. 습곡은 형성 당시의 조건이나 지층의 물리적인 성질에 의해 여러 가지 형태가 된다. 온도나 압력은 지표에서의 깊이에 따라 달라지기 때문에 지표에서의 깊이를 하나의 기준으로 하여 습곡의 형태를 나눌 수 있다. 습곡의 형태는 습곡의 축에 수직인 면에서의 형태에 따라 크게 셋으로 구분된다.
첫째는 단면의 지층면 형태가 불규칙한 습곡이다. 온도나 압력이 매우 높은 지하 깊은 곳에서 생성된 것으로 암석의 유동이 고찰된다. 이는 물엿 표면에 잉크로 주름을 그렸다가 휘저을 때 생기는 무늬와 비슷하다.
겹쳐 놓은 카드의 측면에 매직으로 주름을 그려 넣은 후 측면과 직교하는 방향에서 손가락으로 눌러 카드를 어긋나게 하면 매직으로 그린 주름이 물결 모양을 이룬다. 야외에 나가면 이와 같은 형태의 습곡을 흔히 볼 수 있다. 카드면을 암석 속에 발달한 갈라진 틈, 그리고 매직으로 그린 주름을 지층면이라고 가정한다면, 천연적으로 볼 수 있는 이러한 종류의 습곡은 갈라진 틈에 의해 얇은 판이 된 암석이 조금씩 빗나가서 생긴 것이라고 추측할 수 있다. 이 갈라진 틈을 따라 암석은 얇게 벗겨지며, 벗겨지면 얇은 암석판이 된다. 이것이 판이라 불리는 것으로 옛날에는 지붕에 얹는 기와 대신 쓰이기도 했다. 이러한 형태의 습곡은 앞에서 설명한 불규칙한 형태의 습곡보다 얕은 곳에서 형성된 것으로 여겨진다.
지표 부근에서 습곡이 형성되면 단면에서 지층면이 동심원상이 된다. 책을 옆에서 손으로 눌렀을 때 구부러지는 모양에 비유되는 습곡으로서 책 한 페이지가 지층 한 장에 대응한다. 이런 종류의 습곡은 지층의 구부러짐과 지층간의 미끄러짐에 의해 생긴다. 알프스 산맥이나 히말라야 산맥은 판의 충돌 지대에 있으며, 지구상에서 습곡 구조가 가장 발달한 지역의 대표이다. 여기에서 판의 충돌 진행과 더불어 습곡이 구부러지는 비율도 점차 커지면, 결국에는 접어 개킨 것 같은 모양이 된다. 이와 같이 하여 생긴 습곡을 횡와(橫臥) 습곡이라 한다.

## 지층의 나이
고도가 일정한 지역에서 지표면에 노출된 지층의 연령은 배사축으로 접근할수록 증가하고, 향사축으로 접근할수록 감소한다.

## 한국의 습곡

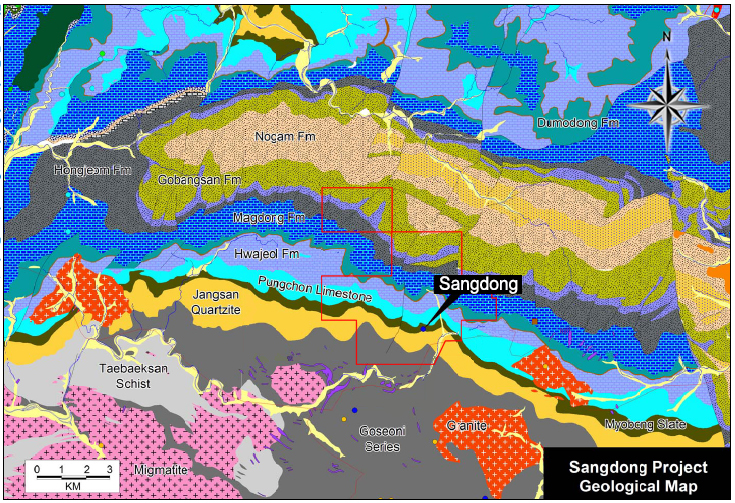
강원특별자치도 삼척탄전 지역의 백운산 향사대

대한민국의 대규모 습곡 구조로는 태백산분지 지역의 백운산 향사대, 정선 대향사가 있다. 중소규모 습곡구조를 실제로 볼 수 있는 곳으로는 평창군 뱃재터널과 강릉시 헌화로의 평안 누층군 함백산층 등이 있다.
한국의 습곡
- 청송 유네스코 세계지질공원의 청송 송강리 습곡구조
- 강릉탄전 평안 누층군 함백산층에 발달한 향사습곡구조
- 단양군 국도 제5호선 절개사면의 고생대 조선 누층군 흥월리층에 드러난 대규모 등사습곡(배사)
- 단양군 조선 누층군 막골층에 발달한 배사습곡 구조

### 백운산 향사대
백운산 향사대는 백운산을 중심으로 동-서 방향으로 발달하는 향사 습곡으로 가운데에 평안 누층군이, 바깥쪽에 조선 누층군이 분포한다.

### 정선 대향사

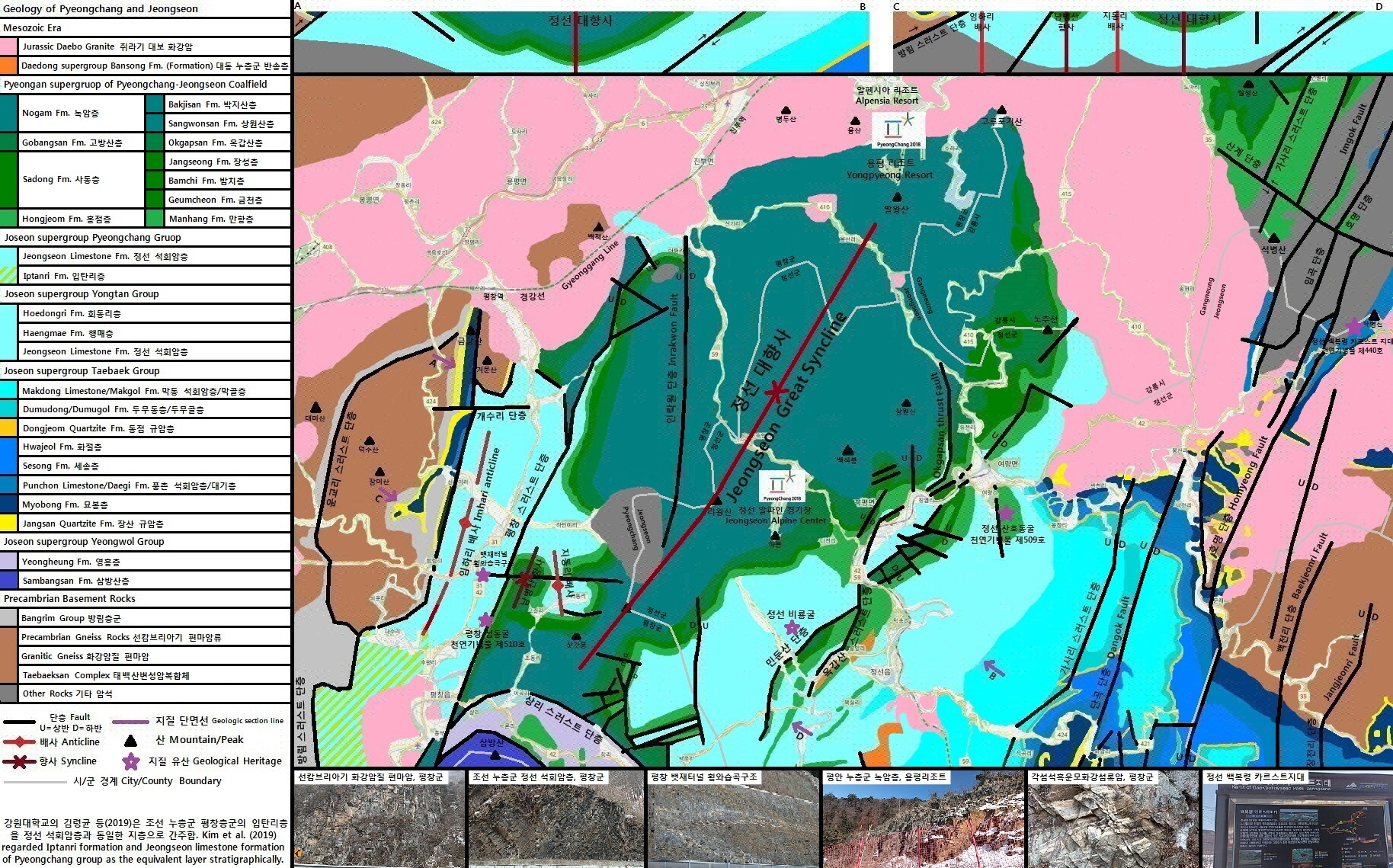
평창군 및 정선군에 발달하는 대규모 습곡 구조 정선 대향사(Jeongseon Great Syncline)

### 평창군 뱃재터널 절개사면 횡와습곡
평창군 방림면 방림리의 국도 제31호선 뱃재터널 북측의 도로 절개사면에는 아래 사진과 같이 횡와(橫臥) 습곡 구조가 드러나 있다.
뱃재터널 절개사면 횡와습곡

### 군산 말도 습곡구조

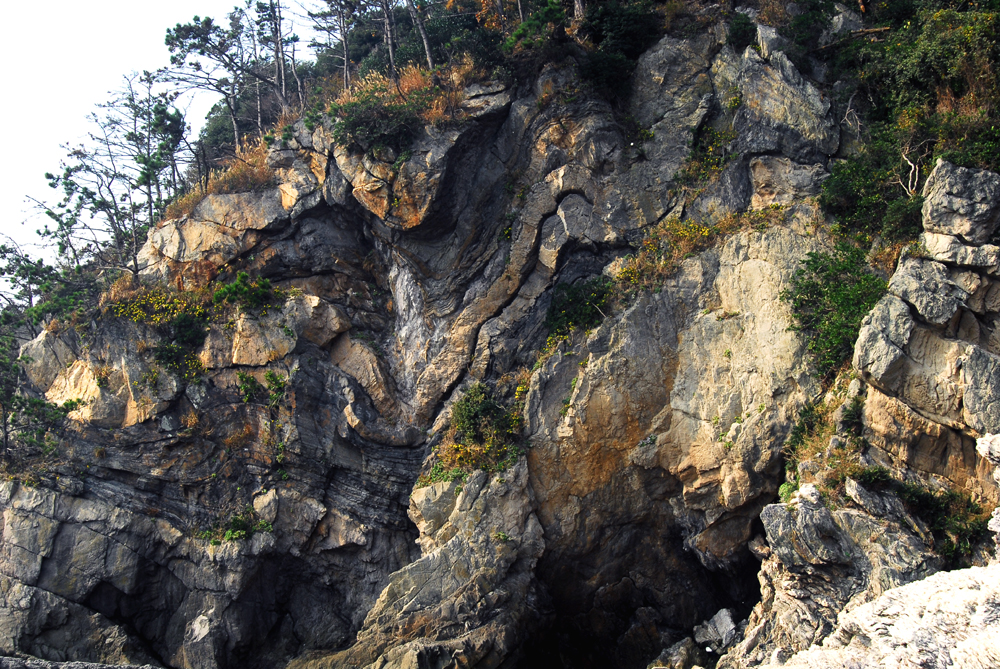
군산 말도 습곡구조

### 충주 활옥동굴
충주 활옥동굴 내 대규모 습곡
- 향사습곡 전경 (파노라마)
- 습곡 좌익
- 습곡 중앙
- 습곡 우익

## 같이 보기
- 단층
- 백운산 향사대
- 정선 대향사
- 뱃재터널 절개사면 횡와습곡
- 청송 송강리 습곡구조
- 단양군의 지질